# Tess (film)
Tess este un film dramatic epic romantic din 1979, regizat de Roman Polanski, cu Nastassja Kinski, Peter Firth și Leigh Lawson în rolurile principale. Adaptat după romanul Tess d'Urberville, scris de Thomas Hardy în 1891, scenariul a fost scris de Gérard Brach, John Brownjohn și Polanski.
Filmul a primit recenzii pozitive din partea criticilor la lansare și a fost nominalizat la șase premii Oscar, inclusiv pentru Cel mai bun film, câștigând trei premii pentru Cea mai bună imagine, Cea mai bună regie artistică și Cele mai bune costume.

## Rezumat
Acțiunea se desfășoară în Wessex-ul imaginat de Thomas Hardy, în anii 1880. Povestea începe atunci când Parson Tringham, un cleric și istoric local, poartă o conversație întâmplătoare cu John Durbeyfield, un sătean modest. În urma cercetărilor sale, Tringham a descoperit că familia Durbeyfield descinde din nobila stirpe d'Urberville, a cărei istorie se întinde până în epoca lui Wilhelm Cuceritorul. De-a lungul timpului, familia și-a pierdut atât moștenitorii de sex masculin, cât și pământurile și prestigiul. Pastorul consideră că lui Durbeyfield i-ar putea face plăcere să afle acest detaliu ca pe o simplă curiozitate istorică.
Durbeyfield devine curând obsedat de ideea de a-și valorifica descendența nobilă pentru a îmbunătăți situația materială a familiei. Aflând de existența unei familii înstărite numite d'Urberville, care locuiește în apropiere, el și soția sa hotărăsc să o trimită pe fiica lor, Tess, să le viziteze pe presupusele rude și să caute de lucru la conac. Acolo locuiesc Alec d'Urberville și mama sa. Tess este o tânără frumoasă, iar Alec, un bărbat desfrânat, se simte imediat atras de ea. Atât el, cât și mama lui știu că nu au nicio legătură de sânge cu Tess, deoarece și-au cumpărat numele și blazonul familiei d'Urberville. Observând că Tess este naivă, lipsită de resurse și vulnerabilă, Alec încearcă să o cucerească, seducând-o cu căpșuni și trandafiri, însă tentativele sale sunt respinse. În cele din urmă, el o violează. După patru luni petrecute la conac, Tess se întoarce acasă, unde află că este însărcinată. Îi reproșează mamei sale că a expus-o unui asemenea pericol, dat fiind că știa prea puține despre cruzimea lumii. Copilul se naște bolnav și moare curând. Mai târziu, Tess se angajează ca lăptăreasă la o fermă de lactate, unde îl cunoaște pe Angel Clare, un tânăr fermier idealist, provenit dintr-o familie respectabilă. El o vede pe Tess ca pe o fată de la țară, pură și inocentă. Cei doi se îndrăgostesc, însă Tess nu îi mărturisește trecutul său decât în noaptea nunții. Aflând adevărul, Angel este cuprins de dezamăgire și o respinge, frângându-i inima.
După ce este părăsită de soțul ei, Tess îl reîntâlnește pe Alec d'Urberville. Deși la început îi respinge cu hotărâre avansurile, moartea tatălui ei aduce familia într-o situație disperată. În fața foametei, a evacuării și a lipsei de adăpost, Tess cedează presiunilor și acceptă sprijinul lui Alec pentru a-și întreține mama și frații. La scurt timp, Angel Clare se întoarce dintr-o călătorie misionară eșuată în Brazilia, care i-a afectat grav sănătatea. Marcat de suferință și remușcări, își dă seama cât de nedrept a fost față de Tess și pleacă să o caute. Când o găsește locuind cu Alec, pleacă cu inima frântă. Tess, conștientă că întoarcerea la Alec i-a distrus orice șansă de fericire alături de Angel, îl ucide pe Alec într-un gest disperat. Apoi fuge în căutarea lui Angel și, regăsindu-l, cei doi se împacă. De data aceasta, Angel o acceptă pe Tess cu toată iubirea și fără nicio judecată morală. Petrec împreună două zile fericite ca soț și soție, fugind de autorități, până când Tess este capturată în timp ce doarme la Stonehenge. Povestea se încheie tragic: Tess este judecată, condamnată și executată prin spânzurare pentru crimă.

## Distribuție

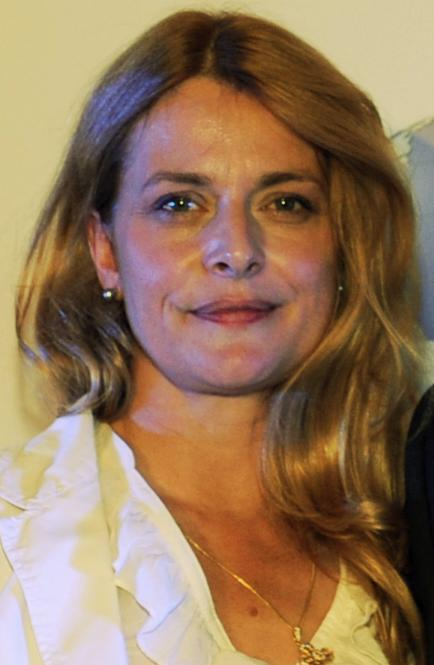
Nastassja Kinski în 2009, interpreta lui Tess

- Nastassja Kinski în 2009, interpreta lui TessNastassja Kinski ca Tess Durbeyfield Nastassia Kinski)
- Peter Firth ca Angel Clare
- Leigh Lawson ca Alec Stokes-d'Urberville
- John Collin ca John Durbeyfield
- Rosemary Martin ca dna. Durbeyfield
- Carolyn Pickles ca Marian
- Richard Pearson ca vicarul din Marlott
- David Markham ca reverendul Clare
- Pascale de Boysson ca dna. Clare
- Suzanna Hamilton ca Izz Huett
- Caroline Embling ca Retty
- Tony Church ca Parson Tringham
- Sylvia Coleridge ca dna. d'Urberville
- Fred Bryant ca lăptarul Crick
- Tom Chadbon ca Cuthbert Clare
- Arielle Dombasle ca Mercy Chant
- Dicken Ashworth ca fermierul Groby
- Lesley Dunlop ca fata în casă
- Graham Weston ca funcționar
- Marilyne Even as fata de la coteț #2
- John Barrett ca omul de la lăptărie
- Jacques Mathou ca agricultor
- Patsy Smart ca maenajeră
- Jeanne Biras ca fata de la câmp #1
- Brigid Erin Bates ca fata de la câmp #2
- John Bett ca Felix Clare

## Producție
Roman Polanski a fost inspirat să ecranizeze Tess d’Urberville de către soția sa, Sharon Tate, care i-a dăruit o copie a romanului și i-a spus că ar fi un film extraordinar, exprimându-și dorința de a interpreta rolul principal. Aceasta a fost ultima lor întâlnire, întrucât Sharon se întorcea în America, iar Polanski a rămas temporar în Europa pentru a finaliza lucrul la un alt film. La scurt timp după aceea, pe 9 august 1969, Sharon Tate a fost ucisă de membrii sectei conduse de Charles Manson, în timp ce era însărcinată în opt luni și jumătate cu fiul lor, Paul Richard Polanski. Filmul Tess îi este dedicat ei, cu mesajul „Către Sharon” afișat la începutul peliculei.
Polanski a scris scenariul în franceză împreună cu colaboratorul său obișnuit, Gérard Brach, apoi a fost tradus și extins de John Brownjohn. Firul narativ urmează în mare măsură pe cel al cărții, deși rolul lui Alec d'Urberville este atenuat.

### Filmări
Acțiunea filmului, plasată în Dorset, Anglia, a fost filmată în diverse locații din Franța: Normandia (Cotentin, La Hague, Omonville-la-Rogue, Éculleville, Sainte-Croix-Hague, Le Vast, Bricquebec, Saint-Jacques-de-Néhou, Hermanville-sur-Mer), Bretania (Locronan, Le Leslay, Plomelin) și Nord-Pas-de-Calais (Condette). Scene au fost filmate și la castelul Brocéliande din Paimpont. Situl megalitic Stonehenge a fost reconstruit în Morienval, un sat situat în Oise. Polanski locuia în Europa, deoarece era căutat ca fugar după condamnarea sa pentru relații sexuale cu o minoră în Statele Unite. El fugise înainte de pronunțarea sentinței și ar fi putut fi extrădat din Regatul Unit în SUA.
În a treia lună de filmări, pe 28 octombrie 1978, directorul de imagine Geoffrey Unsworth a murit în urma unui atac de cord. Majoritatea scenelor pe care le filmase erau exterioare care apar în prima jumătate a filmului. Ghislain Cloquet a filmat restul filmului, inclusiv majoritatea scenelor interioare. Atât Unsworth, cât și Cloquet au fost nominalizați și au câștigat un premiu Oscar pentru cea mai bună imagine. Numai Cloquet a fost nominalizat la Premiul César pentru imagine, pe care l-a câștigat.

### Muzică
Coloana sonoră originală a fost compusă de Philippe Sarde și orchestrată de Peter Knight. A fost interpretată de Orchestra Simfonică din Londra. Melodia interpretată de personajul Angel Clare la un flaut dulce este un cântec popular polonez „Laura i Filon”.

## Lansare
Tess a fost lansat în cinematografele din Statele Unite pe 12 decembrie 1980. Pe parcursul întregii sale prezențe în cinematografe, filmul a încasat puțin peste U$20 millioane (echivalentul a 69 de milioane de dolari americani în 2024) în Statele Unite, ceea ce l-a clasat pe locul 33 în topul filmelor cu cele mai mari încasări din 1980.

### Versiuni alternative
Filmul Tess a avut premiera în Franța în 1979, într-o variantă de 186 de minute. În autobiografia sa, Polanski mărturisește că a simțit că montajul nu era finalizat, dar a fost nevoit să respecte termenul de lansare. În 1980, filmul a avut premiera în Statele Unite într-o versiune reeditată, cu durata de 170 de minute. Ulterior, majoritatea lansărilor internaționale, atât în cinematografe, cât și pe suport video, au prezentat o versiune scurtată, de doar 136 de minute. Montajul de 170 de minute este considerat de Polanski versiunea definitivă și autorizată a filmului. Aceasta a fost restaurată recent în format 4K, folosindu-se negativul original, sub supravegherea directă a regizorului. Polanski a fost prezent la premiera noii versiuni în cadrul Festivalului de Film de la Cannes din 2012.

## Receptare critică
Pe Rotten Tomatoes, Tess are o rată de aprobare de 81%, bazată pe 77 de recenzii ale criticilor, cu o notă medie de 7,3 din 10. Consensul site-ului afirmă: „O adaptare respectuoasă a romanului lui Thomas Hardy, Tess îmbină o cinematografie picturală cu un ritm contemplativ, oferind o odă epică perseverenței.” Pe Metacritic, filmul a obținut un scor de 82 din 100, pe baza a 15 recenzii, ceea ce indică o „apreciere universală”.
Într-o recenzie din The New York Times, Janet Maslin a descris Tess ca fiind „un film încântător, liric și neașteptat de delicat”.
Roger Ebert, critic la Chicago Sun-Times, a acordat filmului patru stele din patru, scriind: „Este un film minunat; un tip de explorare a sexualității tinere, sortite eșecului, care — asemenea filmului Elvira Madigan — ne convinge că îndrăgostiții nu ar trebui să îmbătrânească niciodată.” Tess este una dintre puținele povești de dragoste realizate de Polanski și rămâne una dintre cele mai apreciate creații ale sale.

## Premii
Filmul Tess a fost nominalizat la șase premii, inclusiv pentru cel mai bun film, la cea de-a 53-a ediție a Premiilor Oscar și a câștigat trei dintre acestea. De asemenea, a fost nominalizat la patru premii Globul de Aur (câștigând două), trei premii BAFTA  (câștigând unul) și șase premii César (câștigând trei).